# Hamza Abdi Barre
Hamza Abdi Barre (somali : Xamse Cabdi Barre, arabe : حمزة عبد بري) est un homme politique somalien actuellement premier ministre du gouvernement fédéral de la Somalie. Il a été nommé le 15 juin 2022 par le président Hassan Sheikh Mohamoud, et il a été approuvé par le parlement le 25 juin 2022 (229 pour, 7 contre, 1 abstention). Hamza est également un parlementaire élu à la Chambre du peuple du Parlement fédéral de Somalie le 28 décembre 2021, représentant la circonscription d'Afmadow dans le Jubbada Dhexe.

## Biographie
Hamza est né à Kismaayo, dans le Jubbada Hoose, et appartient à la branche Ogaden (en) du clan Darod.
Hamza a terminé ses études primaires dans le pays et a obtenu son baccalauréat de l'Université des sciences et technologies (en) du Yémen en 2001. De 2003 à 2004, Hamza a été directeur exécutif du Réseau d'enseignement privé formel en Somalie (FPENS), une école située à Mogadiscio. En août 2005, Hamza est devenu un cofondateur de l'Université de Kismaayo. En 2009, Hamza a reçu sa maîtrise de l'Université islamique internationale (en) en Malaisie. Après avoir obtenu sa maîtrise et avant d'entrer dans sa carrière politique, Hamza a passé de nombreuses années en tant qu'éducateur à Kismaayo et à Mogadiscio, notamment en devenant maître de conférences à l'Université de Mogadiscio.

### Carrière politique
Barre est depuis longtemps un partisan du parti Union pour la paix et le développement, occupant divers postes au sein des bureaux du gouvernement fédéral. De 2014 à 2015, Barre a été conseiller administratif du gouverneur de la région de Banaadir puis du maire de Mogadiscio (en), Hassan Mohamed Hussein (en). Barre a également été conseiller principal au ministère des Affaires constitutionnelles et du fédéralisme. Ses postes politiques les plus importants avant de devenir Premier ministre étaient en tant que secrétaire général du Parti de la paix et du développement sous le président Mohamoud de 2011 à 2017, et en tant que président de la Commission électorale de Jubaland de 2019 à 2020 sous le président Mohamed Abdullahi Mohamed. Depuis le 26 juin 2022, Barre est Premier ministre de la Somalie aux côtés du président Mohamoud, élu exactement un mois auparavant.